# Batalla de Yucutujá
La batalla de Yucutuja fue librada el 22 de octubre de 1837 en el potrero de Yucutuja, departamento actual de Artigas (Uruguay), entre las tropas gubernistas que comandaba el presidente Manuel Oribe y los revolucionarios de Fructuoso Rivera, apoyado por el general unitario Juan Lavalle y los riograndeses de Piratini. Lucharon unos 800 hombres por cada bando y la victoria fue para Rivera.

## Antecedentes
Días antes del encuentro, Rivera había invadido por la zona del Cuaró con 785 hombres y cuatro piezas de artillería. Rivera había dispuesto al coronel Luna con unos doscientos hombres unos días antes para que trataran de desorientar a las fuerzas de Oribe acerca del lugar de la invasión, a la vez que ir gestando el clima para la reunión y levantamiento de los partidos. Oribe parte con el grueso del ejército a la captura de Rivera, quien con una fuerza menor tratara de colocarse en condiciones de poder enfrentar a Oribe y batirlo. La fuerza riverista contaba con excelentes jefes, entre ellos Lavalle, Martínez, José María Luna, Anacleto Medina y José María Artigas.

## Movimientos en la batalla
Cercano a las 8 de la mañana del día 22 de octubre el ejército riverista deja pasar al de Oribe, dejando este a sus espaldas una cañada, retirándose en este punto a las avanzadas de Rivera plegándose al grueso, tratando de dividir de esta forma en el inicio de las acciones al ejército legal. El encuentro con estas fuerzas adelantadas de Rivera indujo a Oribe a desplegar sus fuerzas por columnas, mientras que fuerzas de Servando Gómez cargaban sobre las de Rivera. Este ataque es absorbido por parte de los escuadrones revolucionarios, evolucionando por el flanco izquierdo atacando a Gómez y haciéndolo entreverar a con las reservas. En ese momento de incertidumbre Rivera hace cargar a los escuadrones situados en el ala derecha, siendo atacado Oribe Desde las dos alas y con un nutrido fuego desde el frente. La sorpresa de Rivera fue completa y la victoria total.